# Joseph Sandler
Joseph Sandler (* 10. Januar 1927 in Kapstadt; † 6. Oktober 1998 in London) war ein englischer Psychoanalytiker, Arzt und Inhaber des Freud Memorial Chair am University College London, Lehranalytiker der Britischen Psychoanalytischen Gesellschaft und von 1989 bis 1993 Präsident der Internationalen Psychoanalytischen Vereinigung. Er war mit Anne-Marie Sandler verheiratet.

## Leben und Werk
Joseph Sandler entstammt einer jüdischen Familie. Er absolvierte seinen Master in Psychologie bereits mit 19 Jahren an der Universität Kapstadt. Er emigrierte nach Großbritannien, um – mit 23 Jahren – seine Promotion an der London University abzuschließen. Danach begann er sein Medizinstudium am University College London und seine Lehranalyse zuerst bei Willie Hoffer, dann bei dessen Frau Hedwig Hoffer. Zunächst spezialisierte er sich in Kinderpsychiatrie.
Der Freud Memorial Chair in Psychoanalysis ist ein besonderer Lehrstuhl, da er nur mit herausragenden Vertretern des Faches auf Einladung besetzt wird. Erster Lehrstuhlinhaber war Joseph Sandler, und er setzte die Einrichtung einer Psychoanalysis Unit am University College London durch, um Psychoanalyse und akademischen Betrieb besser zu verzahnen. Sein Nachfolger Peter Fonagy lobte im Nachruf sowohl Sandlers klinischen Einsatz, als auch seine Leidenschaft als Lehrer. Er habe auf seine stille und zurückhaltende Art die Konzepte der Biologie aus dem 19. Jahrhundert in die Sprache der Beziehungen des 20. Jahrhunderts übersetzt.

## Ausgewählte Publikationen
- Freuds Modelle der Seele. Gießen: Psychosozial-Verlag, 2003. ISBN 3-89806-196-5
- Innere Objektbeziehungen. Entstehung und Struktur. Gemeinsam mit Anne-Marie Sandler. Stuttgart: Klett-Cotta 1999, ISBN 3-608-91717-9
- Was wollen die Psychoanalytiker? Stuttgart: Klett-Cotta, 1999. ISBN 3-608-91901-5
- Freud's models of the mind. London: Karnac Books, 1997. - Madison, Conn.: Internat. Univ. Press, 1997. ISBN 0-8236-2049-2
- Die Grundbegriffe der psychoanalytischen Therapie. Stuttgart: Klett-Cotta, 1994 (6.), 1996 (7.), 2001 (8. Auflage). ISBN 3-608-94357-9
- Dimensionen der Psychoanalyse. Stuttgart: Klett-Cotta, 1994. ISBN 3-608-95759-6
- (Hrsg.:) Zur Psychoanalyse der Kindheit. Von Anna Freud. Fischer Taschenbuch, Frankfurt am Main 1993, ISBN 3-596-11519-1.